# Сораја Монтенегро
Сораја Монтенегро (шп. Soraya Montenegro) је измишљени лик из мексичке теленовеле Марија из кварта из 1995. године који је тумачила Итати Канторал. Сораја је типичан зликовац мексичких мелодрама — служи као проминентни антагониста и карактеришу је насилност, љубомора и емотивна нестабилност. Лик је постао један од најпознатијих негативаца из теленовела, као последица глобалне популарности Марије из кварта. Њена популарност је достигла нови врхунац јачањем друштвених мрежа, где су њене сцене мете подсмеха због превелике драматичности.

## Концепт и стварање
Сорају Монтенегро створио је мексички продуцент Валентин Пимстеин као антагонисту првог дела теленовеле Марија из кварта, која представља обраду теленовеле И богати плачу из 1979. године. Сораја је заснована на лику Естер Изагире, једној од зликоваца теленовеле И богати плачу, али са знатним променама у позадинској причи, пореклу и менталном стању. Пимстејн је првобитно намеравао да Сораја умре на крају првог дела приче, али ипак, вратио ју је у причу рекавши да је Талији, која је тумачила Марију, потребан снажан противник који би могао да тестира њену улогу јунакиње приче.

## Прича
Сораја Монтенегро је богата и зла нећака Викторије Монтенегро де ла Вега. Допада јој се наследник Луис Фернандо де ла Вега и намерава да се уда за њега, али он се заљубљује у Марију. Сораја потом искористи пијаног Луис Фернанда и лажира трудноћу како би је оженио, али када се њена лаж открије, тврди да је имала побачај. Сораја се стално свађа са Маријом и одлучује да је отрује уз помоћ своје дадиље Каликсте, која се бринула о њој још од кад је била дете. Ипак, Марија преживи, а Каликста открива Сораји да јој је она мајка. Бесна Сораја полуди и пребије Каликсту, а потом је избаци из куће. Освалдо, Сорајин љубавник, сазнаје за зли план и уцењује је. У његовом стану, Сораја покуша да га убије, али се они потуку и она пада кроз прозор на земљу и претпоставља се да је мртва.
За време њеног одсуства, Марија и Луис Фернандо су се венчали и Марија је родила сина, Фернанда, док је патила од менталног поремећаја, па га је у лудилу оставила жени на улици и побегла. Пролази 15 година и открива се да Сораја није умрла и да се потпуно опоравила од несреће у Хјустону, САД. Сораја се удаје за милијардера удовца Оскара Монталбана и намешта му саобраћајну несрећу како би наследила његов новац. Међутим, она мора да остане маћеха Оскаровој ћерки из првог брака, Алисији, која је инвалид, и мора да задржи њену дадиљу Есперанцу. Сораја се враћа у Мексико да би се осветила за Марији и Луис Фернанду. У почетку, покушава да убеди целу породицу да се каје за све што је урадила. Убрзо упознаје и заводи Маријиног сина Нандита, кога окреће против својих родитеља. Док је био код Сораје, Нандо је упознао Алисију и заљубио се у њу. Он оставља Сорају када је видео како љуби другог мушкарца, па Сораја постаје депресивна и схвата да је Нандито сад заљубљен у Алисију и забрањује јој да се виђају. У покушају да се помири са Нандитом, Сораја приређује забаву и позива га да дође. Нандо одлази код Алисије и пољуби је. Сораја то види и, у психопатској кризи, напада Алисију и руши је заједно са инвалидским колицима, напада Есперанцу и удара је о зид и оставља у несвести и потом боде Нандита маказама остављајући га у смртној опасности. Сораја потом поново наилази на своју мајку Каликсту, која сад живи као просјак, и у налету мржње је одгурне и убија. Како би му се осветила, Сораја смешта убиство Нандиту, али Марија преузима кривицу и одлази у затвор. У затвору избија пожар и Марија је у болници и има амнезију. Прерушена у медицинску сестру, Сораја је киднапује и одводи у дрвену колибу, с намером да је спали са Маријом унутра. Међутим, Луис Фернандо проналази Марију и спашава је, а Сораја умире у пожару.

## Пријем
Сораја Монтенегро је запамћена као архетипски пример зликовца теленовеле, позната по својим предраматичним поступцима. Достигла је велику светску популарност током 2000-их, кад су многе њене сцене постале познати интернет мимови, чак и међу тинејџерима који никад нису гледали серију. Њена убедљиво најпознатија сцена је тзв. maldita lisiada, када је затекла Нандита како љуби Алисију и уз драматичну реакцију почела да напада све редом. Итати Канторал је у више емисија поново извела своју чувену сцену.
Итати Канторал је поново играла Сорају 2016. године, у реклами за четврту сезону серије Наранџаста је нова црна. Она се појављује као затвореница у затвору, која малтретира остале затворенике. Лик је модификован да одговара тону серије и постао је осуђени убица. Шушкало се да ће се Канторал појавити у рекламама за друге серије на Нетфликсу, али она је те гласине негирала.